# Посланник смерти (фильм)
«Посланник смерти» (англ. Messenger Of Death) — американский кинофильм по роману Рекса Барнса. Мировая премьера — 16 сентября 1988 года. Сборы в США — 3 074 681 $.
Слоган фильма — «Что полицейские не могут сделать, сделает он».

## Сюжет
Неизвестный убийца безжалостно расстреливает жён и детей мормона Орвилла Бичема. Полиция полагает, что преступление было совершено по религиозным мотивам. Сам Орвилл отказывается говорить об этом деле. Криминальный репортёр газеты «Денвер Трибюн» Гаррет Смит начинает собственное расследование. Он встречается с отцом Орвилла, Уиллисом, пророком местной секты мормонов. Потрясённый страшной вестью старик называет убийцей своего брата фермера Зенаса Бичема. К Смиту присоединяется местный репортёр Ястра Ватсон, состоящая в родстве с Зенасом. Зенас утверждает, что скорее всего убийство совершил сам Орвилл в качестве религиозного ритуала.
Орвилл, выйдя из камеры, возвращается к отцу, они собирают вооружённый отряд и отправляются к Зенасу. Гаррет предупреждает Зенаса, фермер тотчас собирает мужчин-домочадцев и принимает бой. Смит призывает стороны прекратить огонь. Во время переговоров неизвестный скашивает выстрелом Зенаса, стрельба поднимается вновь, Уиллис погибает, Орвиллу удаётся уползти. Смит замечает стрелка, но тому удаётся скрыться. Стрелок связывается с таинственным шефом, тот заявляет что сам позаботится о репортёре. На безлюдной дороге машину Смита и Ястры прижимают три грузовика компании Colorado Water Company, репортёры чудом остаются в живых.
Гаррет понимает что за убийством стоит Colorado Water Company, пытавшаяся приобрести ферму Зенаса, на территории которой находится артезианская скважина. К нему является сообщник убийцы и предлагает сделку: деньги в обмен на информацию. Во время телефонных переговоров Смита с редактором, убийца убивает своего сообщника в туалете и пытается прирезать Смита, но тот выбрасывает преступника из окна.
Местный бизнесмен Фокс устраивает вечеринку. Гаррета вызывают в кабинет хозяина дома, где его поджидает убийца, он говорит что убьёт репортёра, и это будет выглядеть как неудачная попытка ограбления. Смит разоружает и жестоко избивает убийцу, требуя назвать имя нанимателя. Убийца не выдерживает и показывает на Фокса, который планировал добиться прибыли после приобретения фермы Зенаса Colorado Water Company. Фокс выхватывает пистолет у присутствующего на вечеринке шефа полиции, но понимая, что ему не уйти, кончает с собой.

## Создатели фильма

### В ролях
- Чарльз Бронсон — Гаррет Смит
- Триш Ван Девер — Ястра Ватсон
- Лоуренс Лакинбилл — Гомер Фокс
- Дэниел Бензали — Барни Дойл
- Мэрилин Хэссет — Джозефин Фабрицио
- Чарльз Диркоп — Орвилл Бичем
- Джефф Кори — Уиллис Бичем
- Джон Айрленд — Зенас Бичем
- Пенни Пейсер — Труди Пайк
- Джон Солари — старший убийца
- Джин Дэвис — младший убийца
- Джон Седар — Саул
- Том Эверетт — Уайли
- Дункан Гэмбл — лейтенант Скалли
- Берт Уильямс — шериф Йэтс
- Джером Тор — Джимми
- Сидна Скотт — Сара Бичем
- Шерил Уотерс — Магда Бичем
- Мелани Ноубл — Ребекка Бичем
- Патриция Эллисон — Флоринда Бичем
- Мария Майензет — Эстер Бичем
- Шейла Гейл Кандльбиндер — Урсула Бичем
- Маргарет Хауэлл — Наоми Бичем
- Уорнер Лафлин — Рут Бичем
- Кимберли Бек — Пиети Бичем
- Беверли Томпсон — миссис Люси Бигелоу
- Дон Кеннеди — Сайрус Пайк
- Сьюзен Бьюрман — миссис Дойл
- Джон П. МакКарти — сержант Пердью
- Фил Цуккерман — Калеб Бичем
- Дэвид Купер — последователь Уиллиса
- Джеффри Конклин — священник Джошуа
- Уильям Фиппс — Док Тёрнер
- Джим Баллок — сосед
- Эрез Йеоз — гость
- Саладин Джеймс — метрдотель
- Энрика Гаспари — дочь Уиллиса
- Джозеф Даррел — сборщик пожертвований
- Менаш Бенмош — сборщик пожертвований
- Тарриш Поттер — Элизабет Бичем
- Эрик Фрай — Тимоти Бичем

### Съёмочная группа
- Режиссёр — Джей Ли Томпсон
- Продюсеры — Ричард Дрисколл, Йорам Глобус (исполнительный продюсер), Менахем Голан (исполнительный продюсер), Панчо Конер и Патрисия Джи Пейро (ассоциированный продюсер).
- Сценарист — Пол Джарико по роману Рекса Барнса.
- Оператор — Гидеон Порат
- Композитор — Роберт О. Рэгленд

## Даты премьер
Даты приведены в соответствии с данными IMDb.
- США — 16 сентября 1988 (премьерный показ в Нью-Йорке)
- Нидерланды — 19 января 1989
- Великобритания — апрель 1989 (премьера на видео)
- Австрия — май 1989 (премьера на видео)
- ФРГ — май 1989 (премьера на видео)
- Дания — 21 июля 1989